# Uniformverbod
Een uniformverbod is een verbod op het dragen van uniformen door politieke organisaties. Veel landen, waaronder Nederland en België, kennen een dergelijke bepaling in de wet, vaak ingesteld naar aanleiding van het geüniformeerde optreden van fascistische en nationaalsocialistische organisaties vlak voor en tijdens de Tweede Wereldoorlog.

## Nederland
In Nederland werd een uniformverbod aanvankelijk ingesteld bij de Wet op de weerkorpsen van 1936. Deze wet verbood het aan particuliere organisaties om taken uit te voeren die normaal door leger en politie werden uitgevoerd. Aanleiding was onder meer het geüniformeerd optreden van de Weerbaarheidsafdeling van de NSB. In de bezettingsjaren is dit verbod door de Duitse bezetter opgeheven, maar na de bevrijding werd het weer van kracht. De bepaling is uit de Wet op de weerkorpsen geschrapt, maar het Wetboek van Strafrecht stelt sinds 19 september 1933 en nog steeds strafbaar om "in het openbaar kledingstukken of opzichtige onderscheidingstekens [te dragen of voeren], welke uitdrukking zijn van een bepaald staatkundig streven". Dit laatste verbod is na 1945 niet meer toegepast, op een enkel geval na. Op 4 maart 1995 werden 'antifascistische' demonstranten in Utrecht aangehouden op grond van dit wetsartikel, vanwege het dragen van antinazistische en anarchistische symbolen.  Dit leidde prompt tot Kamervragen. Overwegingen om het artikel af te schaffen dan wel te herformuleren leidden echter niet tot aanpassingen aan de wet: het artikel is identiek aan de versie uit 1933, op de strafmaat na.

## België
In 1934 werd de Wet op de Private Milities van kracht, die in een uniformverbod voorzag.